# Shahrzad Mojab
Shahrzad Mojab est une universitaire iranienne, militante pour la paix et féministe. Elle enseigne au sein du département de Leadership, de l'enseignement supérieur et de l'éducation des adultes à l'Institut d'études des femmes et du genre de l'Université de Toronto, au Canada. 
Elle est connue pour ses recherches sur l'impact des guerres, les déplacements des populations et la violence sur l'éducation des femmes. En plus de sa recherche académique, elle s'efforce de rendre son travail accessible à un large public par le biais de l'art : films, théâtre, danse,.
Shahrzad Mojab a quitté l'Iran en 1982 avec son mari, Amir Hassanpour, et leur fils Salah pour fuir les persécutions du gouvernement. Ils vivent depuis 1986 au Canada.

## Éducation et carrière
Shahrzad Mojab est née le 27 juin 1954 à Chiraz en Iran. Elle obtient son baccalauréat ès arts en 1977, en Iran, en anglais. Elle obtient ensuite une maîtrise des arts dans les domaines « éducation comparée et administration » et « enseignement supérieur et continu » en 1979 ainsi qu'un doctorat en études des politiques éducatives et études sur les femmes, en 1991, à l'université de l'Illinois à Urbana-Champaign. Elle passe quatre ans, de 1979 à 1983, dans l'Iran post-révolutionnaire où elle s'engage dans le mouvement de la gauche, le mouvement des femmes et le mouvement autonome kurde. Avec sa famille, elle quitte clandestinement l'Iran pour échapper aux poursuites.
Shahrzad Mojab enseigne d'abord à l'Université de Windsor, à l'Université Ryerson et à l'Université Concordia puis rejoint l'université de Toronto en 1996. Elle est directrice de l'Institut pour les femmes et le genre à l'Université de Toronto de 2003 à 2008 et présidente de l'Association canadienne pour l'étude de l'éducation pour adultes.
Shahrzad Mojab obtient en 2003 le premier prix du concours Women's Voices in War Zones, organisé par la Women's World Organization for Rights, Literature, and Development (Organisation mondiale des femmes pour les droits, la littérature et le développement), un réseau mondial d'écrivains féministes,.

## Recherche académique
Shahrzad Mojab enseigne et conduit des recherches essentiellement dans des domaines liés aux conséquences des guerres et de la violence sur les femmes, sur la lutte du peuple kurde et sur la situation des femmes au Moyen-Orient et dans le monde arabe,. 
Son approche sociologique  est basée sur le marxisme-féminisme et le matérialisme historique.
Elle critique les monopoles du savoir et du pouvoir dans l'éducation, et préconise des pratiques pédagogiques basées sur le dialogue et l'inclusion.
En 2011, elle est appelée, en tant que spécialiste des crimes d'honneur, à témoigner dans le procès « Shafia » où la cour doit se prononcer sur le crime de quatre femmes, filles et épouse de l'accusé principal. Elle déclare que la notion d'honneur familiale est liée à la sexualité des femmes et à la capacité de la contrôler.
Elle est l'éditrice de Marxism and Feminism (2015), Women, War, Violence, and Learning (2010), Women of a Non-State Nation: The Kurds (2001, deuxième édition 2003), avec Sara Charpentier de Educating from Marx: Race, Gender and Learning (2012), avec Nahla Abdo Violence in the Name of Honour: Theoretical and Political Challenges (2004), avec Himani Bannerji et Judith Whitehead Of Property and Propriety: The Role of Gender and Class in Imperialism and Nationalism (2001), et avec Afsaneh Hojabri Femmes d'Iran : une bibliographie et Deux décennies d'études sur les femmes iraniennes en exil (en farsi), tous deux publiés par la Fondation des études féminines iraniennes.

## Autres activités
Shahrzad  Mojab diversifie la diffusion des résultats de ses recherches afin de toucher un plus large public.
Elle a ainsi créé un site internet de recherche sur la résistance au Moyen-Orient : Political prisoners, the Art of Resistance in the Middle East.

### Films
Elle est l'auteure de  films documentaires, avec Shahrzad Arshadi, cinéaste et photographe canadienne, engagée pour la justice sociale et des droits de l'homme. 
Le documentaire Samjana : mémoires et de la résistance est inspiré de ses recherches sur les femmes au Népal après la guerre, leur rôle dans le processus de paix, ainsi que le rôle des associations de femmes dans la construction d'une paix durable. 
Dancing for Change: The Rebel Women of Kurdistan (2011) décrit les rêves et les désirs des femmes kurdes pour un monde juste.
Son projet de recherche Remembering Not to Forget (Se souvenir de ne pas oublier) est un récit numérique racontant les histoires des anciens prisonniers politiques la violence d'état, des histoires d'humanité, d'espoir et de résistance. Les histoires comprennent des images numériques, des textes, des narrations audio, des clips vidéo et de la musique.

## Distinctions
- 1986 : lauréate du concours Women in International Development, université d'Illinois.
- 2003 : Distinguished Visitor à l'université de l'Alberta[2]
- 2003 : premier prix au concours d'écriture Women’s Voices in War Zones de Women's World Organization for Rights, Literature, and Development[8]
- 2006 : Noted Scholar à la faculté d'éducation de l'université de la Colombie-Britannique[2]
- 2010 : prix de la Société royale du Canada pour les études de genre[14]
- 2012 : Visiting Scholar à la faculté d'éducation de l'université du Bosphore, à Istanbul